# Chapelle Sainte-Tréphine de Trébalay
La chapelle Sainte-Tréphine de Trébalay se situe à Bannalec dans le département du Finistère, construite d’abord sur le territoire de l’abbaye de Sainte-Croix de Quimperlé. La chapelle a été construite au début du XVIe siècle, aux alentours de 1500-1510, par l’abbé bénédictin Pierre de Kerguz et est dédiée à Sainte-Tréphine qui est la fille du comte de Vannes, Warok.

## Histoire
Le chœur et le clocher de la chapelle date du XVIIe siècle. En 1943, le toit tombe donc la chapelle devient une ruine et est menacée de destruction,. De plus, la flèche ainsi que le clocher tombent en 1987 à la suite d’un ouragan. De 1987 à 2008, les habitants du quartier ont effectué la restauration complète de l’édifice. Cette restauration ce termine par la pose d’une nouvelle toiture posée sur une charpente chevillé à l’ancienne.